# Noi
Noi (рус. Мы) — двенадцатый студийный альбом итальянского певца Эроса Рамаццотти, выпущенный 13 ноября 2012 года. Первый релиз Рамаццотти на Universal Music.

## Об альбоме
Песни данного диска посвящены вечным человеческим ценностям: любви, дружбе, свободе, а также песня, посвящённая рождению второй дочери — «Una tempesta di stelle» (рус. Буря из звёзд). Всего альбом включает четырнадцать новых композиций. Вместе с Рамаццотти песни исполнили такие артисты как Николь Шерзингер, Джанкарло Джаннини и группа Hooverphonic.
Первым синглом с альбома стал трек «Un Angelo disteso il sole». Испанская версия альбома вышла под названием Somos. Сам исполнитель охарактеризовал новую работу так:

Диском Noi я хотел передать призыв к единству. В этот непростой период нужно держаться вместе, помогать друг другу и становиться лучше.— Э. Рамаццотти
Диск дебютировал на второй строке в хит-парадах Италии и Швейцарии, а также на 35-м — в нидерландском чарте.

## Список композиций
| №                   | Название                                         | Длительность |
| ------------------- | ------------------------------------------------ | ------------ |
| 1.                  | «Noi»                                            | 3:53         |
| 2.                  | «Un angelo disteso al sole»                      | 3:24         |
| 3.                  | «Questa nostra stagione»                         | 3:36         |
| 4.                  | «Io sono te» (совместно с Джанкарло Джаннини)    | 3:31         |
| 5.                  | «Fino all'estasi» (совместно с Николь Шерзингер) | 3:44         |
| 6.                  | «Abbracciami»                                    | 3:16         |
| 7.                  | «Balla solo la tua musica»                       | 3:50         |
| 8.                  | «Infinitamente»                                  | 3:47         |
| 9.                  | «Polaroid»                                       | 3:34         |
| 10.                 | «Sotto lo stesso cielo»                          | 3:39         |
| 11.                 | «Una tempesta di stelle»                         | 3:51         |
| 12.                 | «Testa o cuore» (совместно с Club Dogo)          | 4:05         |
| 13.                 | «Cosi» (совместно с Il Volo)                     | 4:17         |
| 14.                 | «Solamente uno» (совместно с Hooverphonic)       | 3:06         |
| Общая длительность: | Общая длительность:                              | 51:33        |